# جيمي ماكباين
جيمي ماكباين (بالإنجليزية: Jamie McBain)‏ هو لاعب هوكي الجليد أمريكي، ولد في 25 فبراير 1988 في إدينا في الولايات المتحدة.

## وصلات خارجية
- جيمي ماكباين على موقع دوري الهوكي الوطني (الإنجليزية)
- جيمي ماكباين على موقع قاعة مشاهير الهوكي (لاعب أن.إتش.أل) (الإنجليزية)
- جيمي ماكباين على موقع EliteProspects.com (الإنجليزية)
- جيمي ماكباين على موقع Eurohockey.com (الإنجليزية)
- جيمي ماكباين على موقع HockeyDB.com (الإنجليزية)
- جيمي ماكباين على موقع Hockey-Reference.com (الإنجليزية)